# جزيرة الفقمة (جنوب إفريقيا)

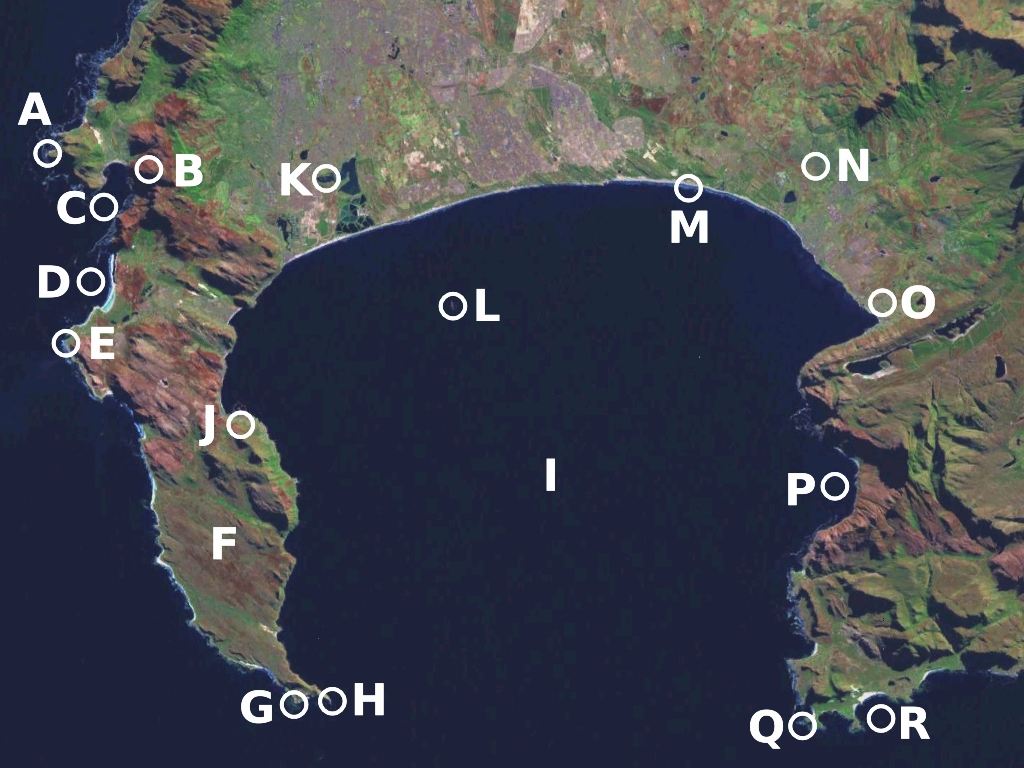

جزيرة الفقمة هي جزيرة تقع على بعد 5.7 كم قبالة خليج فالس.

## روابط خارجية
- Surface Pursuit of a Cape Fur Seal by a White Shark at Seal Island.
- "White Shark Predatory Behavior at Seal Island"
- University of Cape Town Avian Demography Unit نسخة محفوظة 15 يوليو 2012 at Archive.is
- Photographing Africa's "Flying Sharks" from الجمعية الجغرافية الوطنية's web site